# Pieczęć stanowa Wisconsin

Pieczęć stanowa Wisconsin

Pieczęć stanowa Wisconsin przedstawia tarczę herbową, na której widnieją symbole rolnictwa, górnictwa, przemysłu i żeglugi. Umieszczony w centrum herb i dewiza państwowa USA E pluribus unum (Z wielu jedno) przypominają o przynależności do Unii. Borsuk odzwierciedla przydomek Stan borsuka. Nad nim wstęga z dewizą stanu "Forward" (Naprzód). Róg obfitości i sztabki ołowiu symbolizują główne gałęzie gospodarki, rolnictwo i górnictwo. Tarczę podtrzymują marynarz i górnik - symbole pracy na lądzie i morzu.
Pieczęć od 1836 roku.